# Sultamy

Butano-1,4-sultam (1,1-dioksyd 1,2-tiazinanu lub PIN: 1λ^{6},2-tiazynan-1,1-dion)

Sultamy – klasa organicznych związków chemicznych, będących heterocyklicznymi sulfonamidami zawierającymi grupę −NH−SO
2−.
Przedstawicielem sultamów jest np. sacharyna.